# ریچارد نئال
ریچارد نئال (به انگلیسی: Richard Neal) نمایندهٔ حوزه انتخابیه اول ماساچوست از حزب دموکرات ایالات متحده آمریکا در مجلس نمایندگان ایالات متحده آمریکا است که برای نخستین‌بار در ۶ ژانویه ۱۹۸۹ میلادی به‌عضویت این مجلس درآمد.